# أنتوني هاموند
أنتوني هاموند (بالإنجليزية: Anthony Hammond)‏ هو عازف الأرغن بريطاني، ولد في 1950.